# Belinda
Belinda är en av Uranus månar. Den upptäcktes 1986 av den amerikanska rymdsonden Voyager 2, och fick den tillfälliga beteckningen S/1986 U 5. Den är också betecknad Uranus XIV.
Belinda är en av de minsta och den tionde inifrån av Uranus månar och den har en diameter  på cirka 72 km. Man känner mycket litet till om den utöver dess bana runt planeten och dess mycket låga albedo.
Belinda har fått sitt namn efter huvudpersonen i den engelske författaren Alexander Popes roman The Rape of the Lock (1712).